# Microcalicha minima
Microcalicha minima är en fjärilsart som beskrevs av W. Warren 1896. Microcalicha minima ingår i släktet Microcalicha och familjen mätare. Inga underarter finns listade i Catalogue of Life.